# Смош: Фільм
«Смош: Фільм» (англ. Smosh: The Movie) — американська кінокомедія режисера Алекса Вінтера, яка вийшла 2015 році. У головних ролях дует Smosh (Ентоні Паділья і Іан Хекокс). Прем'єра фільму відбулася в Лос-Анджелесі і ВідКоні 2015 22-23 липня, і був випущений в США 24 липня 2015, отримали різні відгуки.
Хоча фільм не випускався на міжнародному рівні, фільм замість цього випускався за вимогою на Vimeo і Netflix

## Актори
| Актор          |
| -------------- |
| Ентоні Паділья |
| Іан Хекокс     |
| І т. д.        |